# 九龍巴士261線
九龍巴士261線是香港一條新界巴士路線，來往屯門（三聖邨）及粉嶺（祥華），途經安定邨、華都花園、新墟、景峰花園、兆康站、嶺南大學、富泰邨、上水站、天平邨及聯和墟，是首條來往屯門區及北區的全日專營巴士路線，也是唯一來往屯門區至粉嶺的全日巴士線。
九龍巴士261P線是261線的特別班次，來往屯門（兆康苑）及上水（天平），只於平日繁忙時間服務。
九龍巴士261S線由屯門（寶田邨）單向開往上水（天平），只於平日上午繁忙時間服務。

## 簡介及歷史
在1990年代，屯門區及北區並沒有直達交通服務，往往需要先乘搭輕鐵或九巴53線到天水圍、元朗，再轉乘九巴276P/276、76K或77K往上水。然而到了1990年代中，屯門公路經常發生意外，導致屯門區對外交通異常混亂，為此九巴曾開辦來往屯門市中心及上水的臨時路線60P，只於屯門公路或青山公路發生事故或舉行大型活動導致路段封閉時行走，讓屯門居民到上水轉乘九廣東鐵。但基於當時許多屯門居民需要來往內地，經常有提議開辦新線全日來往屯門至上水，但九巴認為客量不足，並未有開辦類似路線的念頭，故此運輸署只好於1997年批出由小巴大王馬亞木開辦，來往屯門碼頭至上水的專線小巴44線。
雖然事後九巴發現自己低估了屯門整區的居民需要直達車到上水的需求，不過九巴仍然採取被動的態度；祇於1999年2月14日開辦一條假日旅遊路線261R，取道屏山、洪水橋、藍地、景峰花園及置樂花園，但路線車費昂貴，全程需要$16.8，導致客量極低，最後無法搶回小巴乘客，演變成多此一舉。
及後屯門區議會不斷收到44系小巴服務欠佳的投訴，如因為小巴容量不足導致登車困難、司機超速等等，再加上運輸署認為小巴線已經飽和，當局決定批准九巴開辦本路線，每天行走屯門至上水，取道元朗公路及屯門市中心，取代261R線，原本計劃收費$10，但受到專線小巴營辦商和屯門區議會抗議，認為此舉乃黑箱作業，因此最後改為收費$12。本路線於2000年6月4日起開辦，由於當時上水只有天平總站有空位停泊，於是總站便設於該處。
為方便置樂花園、藍地及洪水橋一帶居民，2002年1月22日起，九巴加開261P，平日早上兩班車單程由置樂花園開往上水。
九巴於2008年6月8日為本線進行加價，由於本線全程收費比法定標準為高（路程比60X短，但收費比60X貴），因此沒有改動全程收費（只於屯門區內收費加至$3.7），所以沒有影響屯門區內乘客的乘車習慣。富泰邨、嶺南大學等分站仍有不少乘客上車前往市中心，本線定線上比K51優勝，車資亦比輕鐵便宜。
2011年2月14日：261P線更改路線，單程由青麟路近五柳路開往上水，班次維持不變。
2015年6月27日：261線增設到站時間預報。
2015年9月5日：261P線增設到站時間預報。
2016年1月4日，261P線逢星期一至五班次增加至3班。
2018年2月26日起，261P線增設回程服務，於星期一至五16:40由天平邨開往兆康苑。
2019年2月18日起，261P線上午班次改由兆康苑開出，和回程服務的終點站看齊。
2019年8月19日：261S線開辦。
2019年9月30日起，261線北區總站延伸至粉嶺（祥華）。
2020年2月15日：受新型冠狀病毒肺炎疫情影響，261P線暫停服務至同年5月26日。
2022年9月5日：261S線沿線至田景路後，改經石排頭路及震寰路，然後返回青田路原有路線，取消青田路「建生邨樂生樓」站，並增設鳴琴路「石排站」、石排頭路「中電」、「台山小學」及震寰路「大興體育館」站。
2025年3月22日：261P線取消星期六06:50由兆康苑開出之班次。

## 服務時間及班次
261
| 屯門（三聖邨）開 | 屯門（三聖邨）開 | 屯門（三聖邨）開 | 粉嶺（祥華）開   | 粉嶺（祥華）開      | 粉嶺（祥華）開      |
| 日期             | 服務時間         | 班次（分鐘）     | 日期             | 服務時間            | 班次（分鐘）        |
| ---------------- | ---------------- | ---------------- | ---------------- | ------------------- | ------------------- |
| 星期一至五       | 05:30            | 05:30            | 星期一至五       | 05:50、06:10、06:35 | 05:50、06:10、06:35 |
| 星期一至五       | 05:50-06:35      | 15               | 星期一至五       | 06:55-08:10         | 25                  |
| 星期一至五       | 06:35-07:15      | 20               | 星期一至五       | 08:10-15:50         | 20                  |
| 星期一至五       | 07:15-08:00      | 15               | 星期一至五       | 15:50-16:50         | 15                  |
| 星期一至五       | 08:00-18:20      | 20               | 星期一至五       | 16:50-18:50         | 20                  |
| 星期一至五       | 18:20-21:15      | 25               | 星期一至五       | 18:50-23:00         | 25                  |
| 星期一至五       | 21:15-23:15      | 30               | 星期一至五       | 23:00-00:00         | 30                  |
| 星期六           | 05:30-06:20      | 25               | 星期六           | 05:50-06:50         | 30                  |
| 星期六           | 06:20-16:00      | 20               | 星期六           | 06:50-08:30         | 25                  |
| 星期六           | 16:00-18:00      | 15               | 星期六           | 08:30-16:10         | 20                  |
| 星期六           | 18:00-21:00      | 20               | 星期六           | 16:10-18:10         | 15                  |
| 星期六           | 21:00-22:15      | 25               | 星期六           | 18:10-18:50         | 20                  |
| 星期六           | 22:15-23:15      | 30               | 星期六           | 18:50-23:00         | 25                  |
|                  |                  |                  | 星期六           | 23:00-00:00         | 30                  |
| 星期日及公眾假期 | 05:30-08:00      | 25               | 星期日及公眾假期 | 05:50-10:50         | 25                  |
| 星期日及公眾假期 | 08:00-21:00      | 20               | 星期日及公眾假期 | 10:50-18:50         | 20                  |
| 星期日及公眾假期 | 21:00-22:15      | 25               | 星期日及公眾假期 | 18:50-23:00         | 25                  |
| 星期日及公眾假期 | 22:15-23:15      | 30               | 星期日及公眾假期 | 23:00-00:00         | 30                  |

261P
- 屯門（兆康苑）開：
  - 星期一至五：06:40、07:00、07:20
  - 星期六：07:20
- 上水（天平）開：
  - 星期一至五上課日：16:40

星期日及公眾假期不設服務，帶藍字班次於學校假期亦不設服務
261S
- 屯門（寶田邨）開：
  - 星期一至五：07:00

星期六、日及公眾假期不設服務

## 收費
| 路線 | 全程收費 | 分段收費                                                                                           |
| ---- | -------- | -------------------------------------------------------------------------------------------------- |
| 261  | $15.4    | - 上水站往粉嶺（祥華邨）：$5.4 - 粉嶺（祥華邨）往上水站或之前：$5.4 - 富泰邨往屯門（三聖邨）：$5.1 |
| 261P | $15.4    | - 上水站往上水（天平邨）：$4.3 - 洪元路洪福邨往屯門（兆康苑）：$5.7                                |
| 261S | $16.9    | - 上水站往上水（天平邨）：$4.3                                                                     |

| - 本線設有12歲以下小童及65歲或以上長者半價優惠。 - 65歲或以上香港居民使用「樂悠咭」，以及12歲以下合資格殘疾兒童使用「殘疾人士身份」個人八達通繳付車資，均可享有每程$2.0或半價（以較低者為準）的票價優惠；12至64歲合資格殘疾人士使用「殘疾人士身份」個人八達通（包括「樂悠咭」），以及60至64歲香港居民使用「樂悠咭」繳付車資，均可享有每程$2.0或全費（以較低者為準）的票價優惠。 - 65歲或以上長者如使用長者或一般個人八達通繳付車資，則只可享有半價優惠；12至64歲合資格殘疾人士如不使用「殘疾人士身份」個人八達通，以及60至64歲人士如不使用「樂悠咭」繳付車資，必須繳付全費。 - 乘客可以現金或八達通於上車時付款，不設找續。 - 每位成人乘客可免費攜帶最多兩名4歲以下而不佔座位的兒童乘客乘車，超額之4歲以下小童必須繳付小童車費乘車。 - 持有「九巴月票」之乘客在車票有效期內，每日可享最多10程任何九龍巴士及龍運巴士路線（包括本路線，以及聯營路線的九龍巴士／龍運巴士提供的班次；惟乘搭機場「A」及「NA」線則可享原價二七折優惠（不會計算每天10次合資格車程））；而B1線則每日可享最多各2程（不會計算每天10次合資格車程）。 - 九龍巴士、城巴、龍運巴士及陽光巴士全職員工及家屬（不包括外判職員）可免費乘搭本路線，惟必須拍職員或職員家屬八達通。 - 乘客亦可透過多元化電子支付系統（e度嘟）繳付車資，包括使用非接觸式VISA卡、JCB卡、萬事達卡、銀聯卡、美國運通、大來國際、Discover Card、Apple Pay、Google Pay、Samsung Pay、AlipayHK「易乘碼」、支付寶、WeChatHK／微信支付「搭車碼」、銀聯雲閃付「乘車碼」及BOC Pay「乘車碼」。乘客使用此付款方式，使用此支付方式的乘客可享有中途下車之分段收費，以及與其他九巴／龍運獨營路線或聯營線九巴／龍運班次之轉乘優惠，惟不適用於與非九巴／龍運路線之轉乘優惠，亦不能享有「公共交通費用補貼計劃」及「長者及合資格殘疾人士公共交通票價優惠計劃」。 - 帶粗體字者為雙向分段收費，乘客必須使用八達通（九巴月票除外）上車拍卡繳費，並於下車前後於指定巴士站裝設拍卡機確認八達通，方可享有分段收費優惠。 |

### 八達通轉乘優惠
乘客登上本線後150分鐘內以同一張八達通卡轉乘以下路線，或從以下路線登車後150分鐘內以同一張八達通卡轉乘本線，次程可獲車資折扣優惠：
261(P/S)←→78K、79K，次程可獲$4.2折扣優惠
- 261(P/S)往天平邨 → 78K往沙頭角或79K往打鼓嶺
- 78K或79K往上水 → 261(P)往屯門

261(P/S)←→70K，次程可獲$5.4折扣優惠
- 261(P/S)往天平邨 → 70K任何方向
- 70K任何方向 → 261(P)往屯門

261(P/S)←→273A，次程可獲$4.8折扣優惠
- 261(P/S)往天平邨 → 273A往華明
- 273A往彩園 → 261(P)往屯門

261(P/S)←→273B，次程可獲$4.0折扣優惠
- 261(P/S)往天平邨 → 273B往清河邨
- 273B往上水站 → 261(P)往屯門

261(P/S)←→273D，次程可獲$4.8折扣優惠
- 261(P/S)往天平邨 → 273D往華明
- 273D往上水站 → 261(P)往屯門

## 使用車輛
本線最初主要採用11米版丹尼士巨龍空調巴士行駛。後來九巴見客流量不佳，為善用資源將短車身的丹尼士巨龍9.9米（ADS）換入本線，九巴上水車廠自2009年3月1日加入本線派車。
於2012年年尾起，丹尼士巨龍9.9米被調走，換入富豪超級奧林比安10.6米（ASV）及丹尼士三叉戟三型10.6米（ATS）取代，加強本線的低地台服務，於2013年底至2014年初再陸續改派配置Wright車身的富豪超級奧林比安12米（AVW）行走。
本線現時使用1輛亞歷山大丹尼士Enviro 500 MMC 12米（ATENU），1輛亞歷山大丹尼士Enviro 500 MMC 12.8米(E6X)及富豪B8L (V6X) 雙層空調巴士。
平日早上，本線部分車輛需調派行走261P線，261X線及960線。
| 車隊編號  | 車牌   |
| --------- | ------ |
| ATENU1067 | UD2604 |
| E6X115    | WV974  |
| V6X21     | XA4344 |
| V6X26     | XB5516 |
| V6X34     | XE894  |
| V6X37     | XE2477 |
| V6X39     | XE2389 |
| V6X52     | XE674  |
| V6X57     | XE2082 |
| V6X59     | XE1443 |
| V6X62     | XE1996 |
| V6X63     | XE1954 |
| V6X73     | XE2385 |
| V6X74     | XE3263 |
| V6X77     | XE3256 |
| V6X109    | XH9200 |

## 行車路線
261

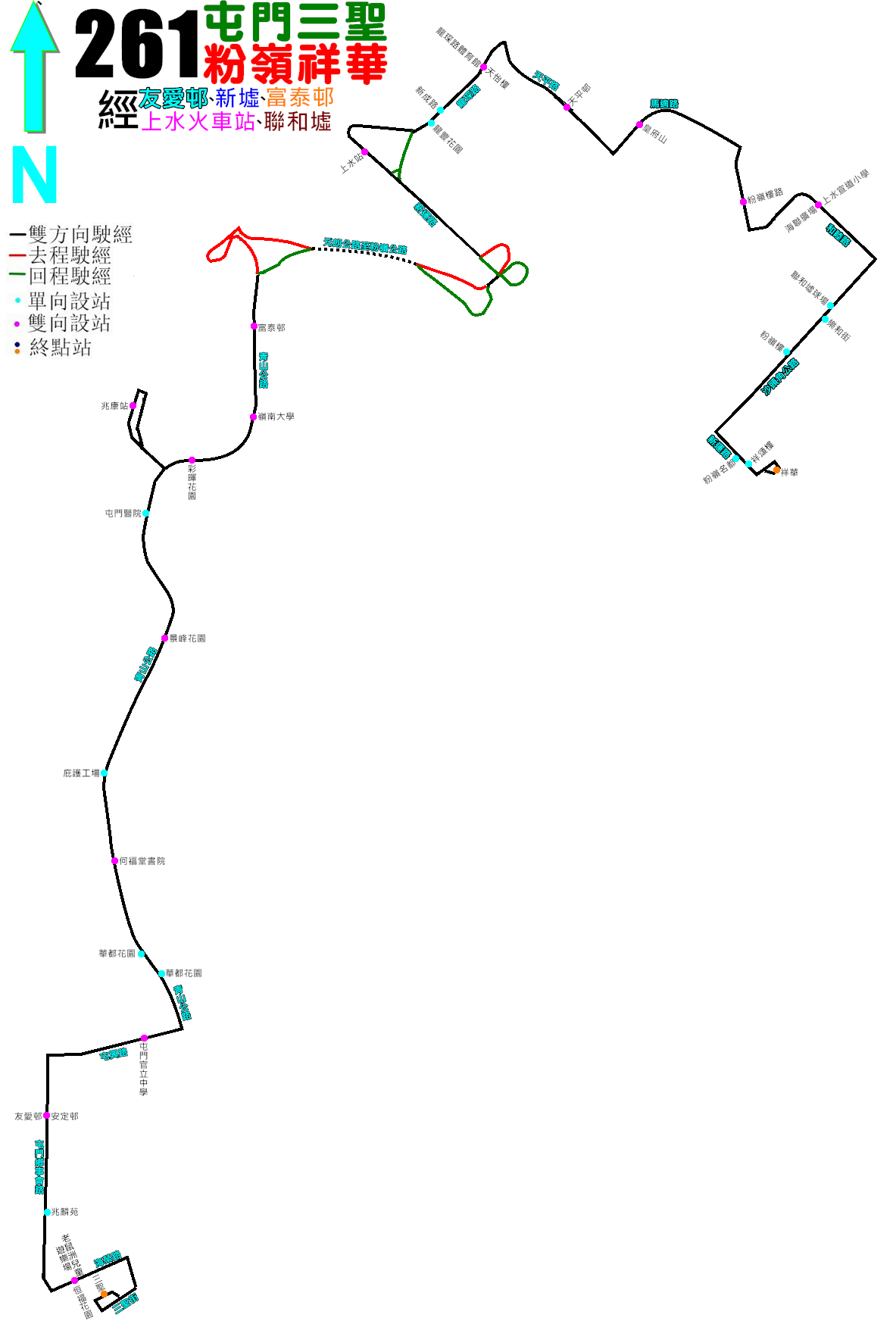
261線的走線圖

屯門（三聖邨）開經：三聖街、青山公路－青山灣段、海榮路、屯門鄉事會路、屯興路、青山公路（青山灣段、新墟段）、兆康站（南）公共運輸交匯處、青山公路（新墟段、嶺南段）、藍地交匯處、元朗公路、新田公路、粉嶺公路、掃管埔路、新運路、龍琛路、天平路、天平邨巴士總站、天平路、馬適路、粉嶺樓路、和睦路、聯安街、沙頭角公路—龍躍頭段、新運路及祥華邨通道。
粉嶺（祥華）開經：祥華邨通道、新運路、沙頭角公路—龍躍頭段、聯安街、和睦路、粉嶺樓路、馬適路、天平路、天平邨巴士總站、天平路、龍琛路、龍運街、新運路、龍琛路、龍運街、新運路、掃管埔路、粉嶺公路、新田公路、元朗公路、藍地交匯處、青山公路（嶺南段、新墟段）、兆康站（南）公共運輸交匯處、青山公路（新墟段、青山灣段）、屯興路、屯門鄉事會路、海榮路、青山公路—青山灣段及三聖街。
261線之具體停站請參考資訊框
261P
屯門（兆康苑）開經：兆康路、青麟路、藍地交匯處、青山公路（藍地段、洪水橋段）、洪天路、洪志路、洪天路、天水圍西交匯處、元朗公路、新田公路、粉嶺公路、掃管埔路、新運路、龍琛路及天平路。
上水（天平）開經：天平路、龍琛路、龍運街、新運路、龍琛路、龍運街、新運路、掃管埔路、粉嶺公路、新田公路、元朗公路、洪天路、洪志路、洪元路、洪水橋田心路、田廈路、青山公路（洪水橋段、藍地段）、藍地交匯處、青麟路及兆康路。
261P線之具體停站請參考資訊框
261S
經：鳴琴路、田景路、嗚琴路、石排頭路、震寰路、青田路、屯門公路、元朗公路、新田公路、粉嶺公路、掃管埔路、新運路、龍琛路及天平路。
261S線之具體停站請參考資訊框

## 客量及現況
本線主要方便屯門東南、屯門市中心及屯門東北的乘客來往北區，最初受到專線小巴44及44A的競爭，客量只是一般，隨著疊茵庭、彩暉花園、富泰邨、聚康山莊相繼入伙，需求亦日漸增多，同時亦有很多北區的嶺南大學學生乘搭本線上下課，而乘搭本線的屯門居民，大部份是前往北區或過境來往內地上班或者往屯門市中心上學，因此繁忙時間兩邊方向客量也不俗。由於兆康苑居民投訴經常難以登上44A專線小巴，由2004年2月15日起，本線來回程繞經兆康站（南）公共運輸交匯處。由2019年9月30日起，本線延長至粉嶺，成功吸納粉嶺及聯和墟來往屯門的乘客。此外，雖然本線目前是唯一連繫北區的全日專營巴士路線，但收費和部分服務範圍都與專綫小巴44及44A線相若，加上專線小巴使用車海戰術，班次及車程均不敵小巴。不過，專線小巴並不途經本線服務的青山公路青山灣段、新墟段及嶺南段，因此本線的客源以上述路段為主，加上小巴載客量有限，本線也可擔任輔助角色，據2013年1月北區區域性巴士路線重組建議，本線在最繁忙的一小時載客率為69%，非繁忙時段的平均最高載客率為20%。
董啟章2019《命子》使用此路線作為寫作背景。
261P線主要服務藍地及洪水橋，初時由置樂花園開出後，需途經青山公路直至洪天路才駛上公路，對置樂花園至富泰邨一帶居民顯得較緩慢，乘客寧願採用較快捷的261前往北區，導致該路段客量偏低，因此由2011年2月14日起，261P總站改為由青麟路近五柳路開出，不再經置樂至富泰一段的青山公路，北區亦改以天平邨作總站，與主線261同一總站。為配合該項改動，由2011年2月13日起，261來回程改經屯興路及青山公路（華都花園／屯門市廣場），不再經杯渡路及屯門鄉事會路（屯門公園）。

## 相關事件

### 女車長兩度行錯路 驚動傳媒
2011年9月20日早上約十時，一名新入職的女車長在駕駛富豪奧林比安（AV436／HT1292）行走此路線往天平邨時行錯路，錯將巴士駛入青山公路藍地段及福亨村里，恰巧當時任職東方報業集團之記者為肇事班次之座上客，因此此事遭該集團的報章大幅報道。
翌日，該車長於駕駛同一路線時又再行錯路；不但驚動當時監察該車長工作的九巴車務督察，而且再度遭有關報章狠批，甚至令運輸署要求九巴就此事提交報告解釋；最後該車長被即日停職，此事最終告一段落。

### 同一巴士本線半年內出兩車禍
2020年7月4日，一輛富豪B9TL（AVBWU215 / RA472）行走本線往祥華邨時，於粉嶺公路近新田交匯處因壞車泊於路肩；及後工程車到達現場時，一輛運油車撞向兩部九巴工程車車尾，連累巴士被推至撞向路邊欄杆，車尾損毀。事件造成運油車司機及兩名九巴工程人員受傷。
五個月後，上述同一巴士在同年12月8日行走本線往祥華邨時，於新田公路近壆圍收掣不及，撞向一輛貨櫃車的車尾。事件造成九名乘客受傷，貨櫃車司機及肇事巴士司機則安然無恙。

## 外部連結
九巴
- 九龍巴士261線 （页面存档备份，存于）
- 九龍巴士261P線 （页面存档备份，存于）
- 九巴261線詳細時間表 （页面存档备份，存于）

其他
- YouTube：九巴261線全程行車片段（往三聖） （页面存档备份，存于）
- 西北經典系列113-261-由上水至粉嶺的屯門線 （页面存档备份，存于）
- 香港巴士大典上的相关条目：九巴261線
- 香港巴士大典上的相关条目：九巴261P線
- 香港巴士大典上的相关条目：九巴261S線